# Majoshevtsy
Los majoshevtsy (en adigués: Мэхъош) son una subetnia de los adigueses.
Los majoshevtsy vivían en los montes Chorni (estribaciones septentrionales del Cáucaso, en los actuales krai de Krasnodar y república de Adigueya), alrededor de los ríos Fars y río Pséfir. Según documentos de 1837, su príncipe en aquel momento se llamaba Bayzroko y sucedía a Yajbok, que había muerto en combate con los abadzej. Según algunos historiadores descendían, del mismo modo que los yegerukáyevtsi, de los temirgoyevtsy, de los que se habían separado por fidelidad a un príncipe.

## Personalidades
- Margarita Mamsirova, mezzosoprano rusa.